# Black’s Beach

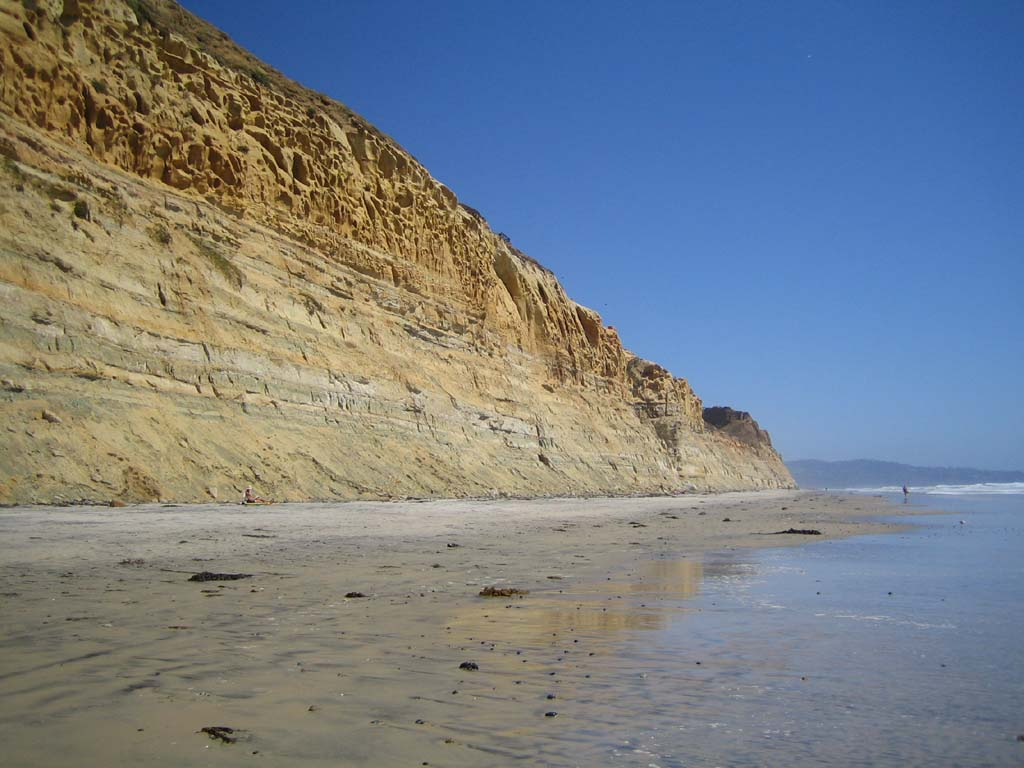
Blick auf die Klippen, die Black Beach umgeben

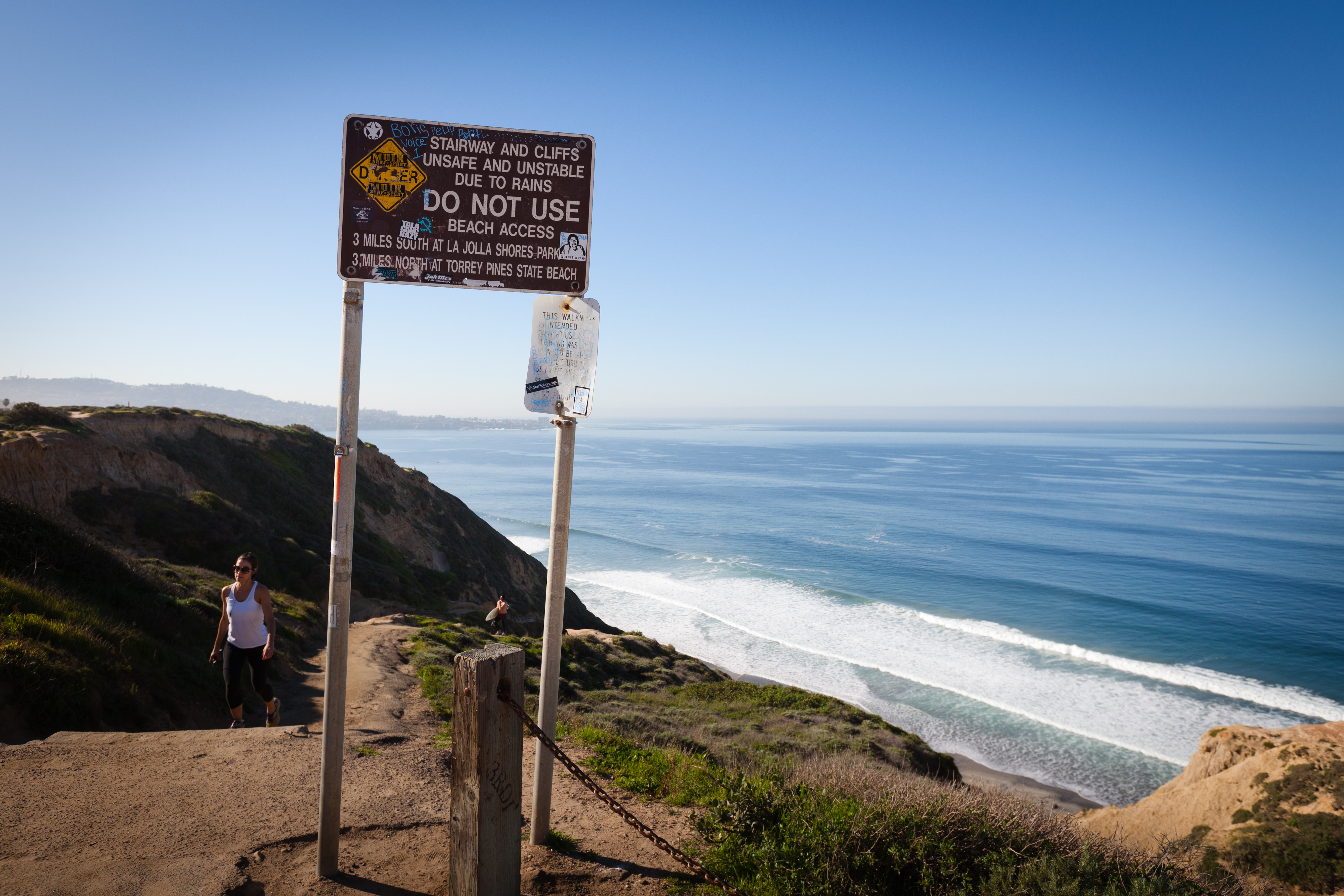
Warnschlid am Torrey Pines Gliderport

Black’s Beach ist ein etwa drei Kilometer langer Strand im kalifornischen La Jolla an der Pazifikküste, unterhalb der etwa 90 Meter hohen Steilküste.

## Lage
Der Strand ist einer der größten in den Vereinigten Staaten und befindet sich nördlich der Innenstadt von La Jolla und südlich vom Torrey Pines State Park und etwa 4,5 Kilometer nördlich vom Strand La Jolla Shores. Teile des Strandes liegen im State Park und ein Teil im Stadtgebiet von San Diego. Seinen Namen erhielt er, weil das Land früher der Familie Black gehörte, die oben an der Steilküste eine Farm besitzt.

## Erreichbarkeit
Der Strand ist größtenteils über sehr lange und meist kleinere Pfade über La Jolla, Torrey Pines State Park oder über Trampelpfade an den Hängen am Torrey Pines Gliderport, dem Flugplatz für Gleitschirme an der Steilküste und vom Salk Institute for Biological Studies erreichbar.

## Trivia
Eine freiwillige Gruppe namens The Black's Beach Bares kümmert sich neben der Sicherheit auch um die Sauberkeit des Strandes. Sie organisieren darüber hinaus auch Veranstaltungen und Picknicks während des Sommers und gehören der The Naturist Society, einem Naturismusverein, an.
Black's Beach ist unter Surfern als einer der Strände mit den mächtigsten Wellenbrechern in Südkalifornien bekannt. Die Wellen erreichen ihre Höhe durch die besonderen geologischen Strukturen am Meeresboden. Vorgelagert befindet sich hier ein unterseeischer Canyon, der die Wellen wie ein Trichter an den Strand leitet.
Black´s Beach gehört neben vielen anderen Stränden (La Jolla Shores, La Jolla Cove) zu den größten Attraktionen von La Jolla. Er ist außerdem dafür bekannt, der einzige Strand im Bundesstaat Kalifornien zu sein, der FKK-freundlich ist.